# Grupos políticos de la Revolución francesa

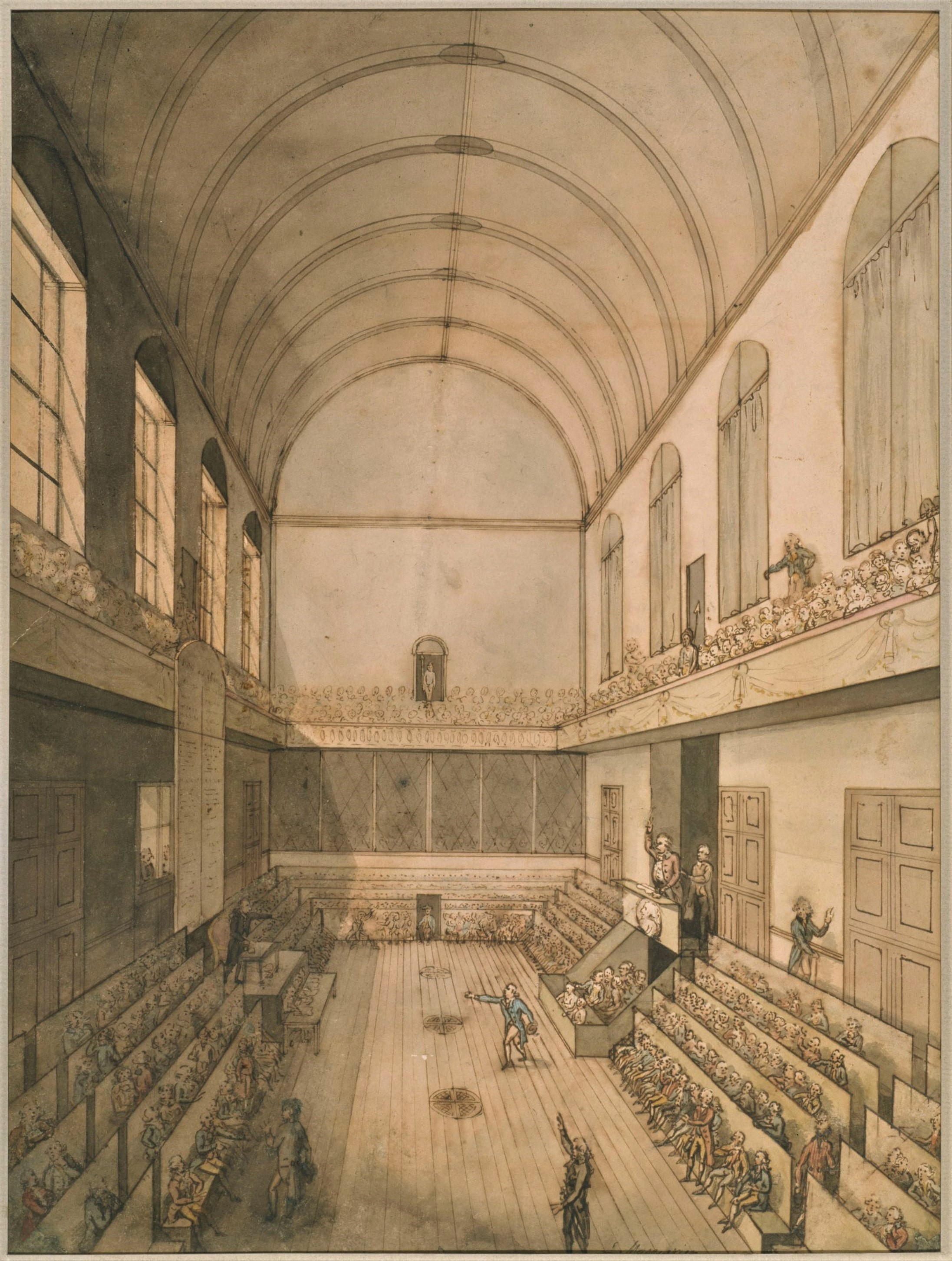
La Salle du Manège o "Sala de Equitación" se usó como lugar de reuniones de órgano legislativo durante el mayor parte del periodo revolucionario (entre 1789 y 1798); se encontraba al extremo norte de los jardines de las Tullerías, y extendió sus dependencias por las de los dos conventos anexos: el de los Capucins ("capuchinos") y el de los Feuillants (una rama de los cistercienses).

Los grupos políticos de la Revolución francesa no fueron partidos en el sentido posterior del término o grupos parlamentarios definidos como los del contemporáneo parlamentarismo británico (que funcionaba desde finales del siglo XVII mediante la alternancia de whigs y tories); sino clubes que no demandaban exclusividad en la pertenencia (era habitual acudir a varios de ellos). De hecho, la misma existencia de instituciones semejantes era contraria al espíritu individualista de la legislación sobre asociaciones (Ley Le Chapelier, 1791). En la sesión de la Asamblea Nacional Constituyente del 29 de septiembre de 1791 se produjo este significativo intercambio de opiniones entre Isaac Le Chapelier y Maximilien Robespierre:

Nous allons vous entretenir de ces sociétés que l'enthousiasme pour la liberté a formées (…) Mais, comme toutes les institutions spontanées que les motifs les plus purs concourent à former, et qui bientôt sont écartées de leur but (…) ces sociétés populaires ont pris une espèce d'existence politiques qu'elles ne doivent pas avoir. Tandis que la Révolution a duré, cet ordre de choses a presque toujours été plus utile que nuisible (…) Mais lorsque la Révolution est terminée (…) il faut pour le salut de cette Constitution que tout rentre dans l'ordre le plus parfait.
"Vamos a hablaros de esas sociedades que el entusiasmo por la libertad ha formado... Pero, como todas las instituciones espontáneas que los motivos más puros concurren a formar, y que bien pronto se desvían de su fin... estas sociedades populares han tomado una especie de existencia política que no deben tener. Mientras duró la Revolución, ese orden de cosas fue casi siempre más útil que perjudicial... Pero ahora que la Revolución ha terminado... hace falta para la salud de esta Constitución que todo vuelva al orden más perfecto."

Détruisez-les et vous aurez ôté à la corruption le frein le plus puissant
"Destruidlas y habreis eliminado el freno más potente a la corrupción"

En estos clubs se debatían ideas políticas y, en su caso, se inspiraban las decisiones que debían tomarse por aquellos de sus miembros que pertenecían a las instituciones de poder, entre las que destacaban las sucesivas formas de organizarse el cuerpo legislativo durante la Revolución (Estados Generales —desde el 5 de mayo de 1789—, Asamblea Nacional —del 17 de junio al 9 de julio de 1789—, Asamblea Nacional Constituyente —del 9 de julio de 1789 al 30 de septiembre de 1791—, Asamblea Legislativa —del 1 de octubre de 1791 al 21 de septiembre de 1792— o Convención Nacional —del 20 de septiembre de 1792 al 26 de octubre de 1795, desde esa fecha el Directorio estableció un sistema bicameral con un Consejo de los Quinientos y un Consejo de los Ancianos—), el Ayuntamiento de París (Commune) y algunas otras de existencia breve, pero decisivas (el Comité de Salvación Pública, durante la fase más radical, y el Consulado, en la fase final que conduce al Imperio napoleónico).
Fueron extraordinariamente influyentes las tertulias políticas que se habían originado en los salones de damas de la aristocracia y en establecimientos hosteleros (cafés como el Procope), ambos considerados como actividades sociales de moda en el siglo XVIII. Concretamente, el salón de madame de Pompadour había servido en las décadas centrales del siglo XVIII como aglutinante del denominado parti philosophique (ilustrados críticos con las "supersticiones" y los "privilegios"), ferozmente enfrentado al denominado parti dévot (ultracatólicos y defensores de la tradición).
Mucho más decisivo fue el nacimiento de la prensa política, una verdadera explosión de libertad de expresión que se inició con la convocatoria de los Estados Generales de 1789: los cahiers de doléances ("cuadernos de quejas" —recopilación de peticiones con motivo de la convocatoria—), panfletos como el trascendental Qu'est-ce que le Tiers État? ("¿Qué es el Tercer Estado?") de Sieyès, y por último el establecimiento de periódicos en torno a los cuales se fue formando la opinión pública (L'Ami du Peuple, Le Vieux Cordelier, Le Patriote français, Révolutions de Paris, Le Père Duchesne, Le Tribun du peuple, Les Actes des Apôtres, etc.)
La forma de elección de los representantes que acudieron a los Estados Generales determinó la formación de dos bandos opuestos, que no tenían ningún tipo de organización formal como partidos, pero que quedaban claramente identificados por las opiniones manifestadas por los candidatos en su campaña electoral y, tras ser elegidos, por su alineamiento en las sucesivas ocasiones en que hubieron de tomar decisiones determinantes: los aristocrates ("aristócratas", la mayor parte de los elegidos por el estado nobiliario y una mayoría de los del clero; defensores del Antiguo Régimen) y los patriotes ("patriotas", la práctica totalidad de los elegidos por el Tercer Estado —burgueses, pues ni los campesinos ni la gente pobre de las ciudades consideraba siquiera presentarse—, un número no pequeño de elegidos por el clero e incluso algunos nobles; que se identificaban con el nuevo concepto de nación francesa y con las ideas políticas revolucionarias que se habían gestado en la intelectualidad ilustrada y enciclopedista —philosophes o parti philosophique—).
Las denominaciones de algunos de los clubes políticos más significativos se correspondían con los lugares donde se reunían, que paradójicamente les impusieron nombres que evocaban a órdenes religiosas (jacobins —"jacobinos", por el convento dominico de la Rue de St. Jacques o "Calle de Santiago"—, cordeliers —"cordeleros", por el distrito de París donde se encontraba el convento de los Cordeliers, nombre vulgar tradicional de los franciscanos, que significativamente eran conocidos por su rivalidad secular con los dominicos—, feuillants —por el nombre vulgar tradicional de una rama de los cistercienses—). Las de otros provenían del gentilicio de la zona de procedencia de sus componentes iniciales (bretons —"bretones", de la región histórica de Bretaña— ; girondins —"girondinos", de la Gironda, uno de los departamentos recientemente creados—). Algunos grupos (no tanto clubes sino facciones) recibían su nombre del líder al que seguían (fayettistes —por La Fayette—, orléanistes —por Felipe de Orleans—, brissotins —por Brissot—, dantonistes —por Danton—, robespierristes —por Robespierre—, hébertistes —por Hébert—, babouvistes —por Babeuf—, maratistes —por Marat—, etc.) Por último, hubo orientaciones políticas que se identificaban por las fechas simbólicas de hechos destacados de la revolución, fueran años (quatre-vingt-neuf —1789—) meses (septembriseurs —por las masacres de septiembre de 1792—, thermidoriens —por el golpe de Estado contra Robespierre de thermidor del año III, julio de 1794—) o días (14 juilliet —14 de julio de 1789, toma de la Bastilla—, 10 août —10 de agosto de 1792, asalto a las Tullerías—, 31 mai —31 de mayo de 1793, caída de los girondinos—, 18 brumaire —18 de brumario del año VIII, 9 de noviembre de 1799, golpe de Estado de Napoleón contra el Directorio—).
Fue durante la Revolución francesa que comenzó a usarse la ubicación en el espectro político, denominando droite ("derecha") a los partidarios de conservar el estado previo de la organización política, social y económica (el Antiguo Régimen) y gauche ("izquierda") a los partidarios de transformaciones rápidas, radicales y violentas (la Revolución). Ese uso deriva del hecho de que en la reunión de la Asamblea Nacional del 28 de agosto de 1789, cuando se debatían las funciones que se reservaban al rey en la monarquía del Nuevo Régimen, los partidarios de dotarle de poderes decisorios (a través del veto) se sentaron a la derecha, y los contrarios se sentaron a la izquierda. Los puestos que habían ocupado los diputados de los Estados Generales se establecían hasta entonces protocolariamente por brazos estamentales: nobleza a la izquierda del rey, clero a la derecha, y Tercer Estado de frente.
La forma de sentarse en las distintas asambleas respondió a otros esquemas: los diputados más radicales se sentaban en la zona superior, y eran llamados la Montaigne ("la Montaña") o montagnards ("montañeses"), lo que, además de indicar una referencia espacial en la cámara, permitía interpretaciones ridiculizantes por su simbolismo bíblico (se comparaban sus intervenciones con las de Dios en el Monte Sinaí). A la mayoría de diputados (unos cuatrocientos), que se sentaban en la parte baja de la cámara, cuya postura política no estaba determinada y oscilaban entre jacobinos y girondinos, se les denominaba la Plaine o la Marais ("la Llanura" o "el Pantano").

Incluso la vestimenta fue utilizada para la identificación de las sensibilidades políticas y las clases (u opciones) sociales. Además del uso de adornos con simbolismo evidente (la escarapela tricolor bleu-blanc-rouge —"azul, blanca y roja"— y el gorro frigio), se prestaba atención a toda clase de ropa: los sans culottes ("sin calzones") vestían pantalones y carmañolas en vez de las calzas cortas y ajustadas y las casacas tradicionales; los incroyables et merveilleuses ("los increíbles y las maravillosas") se esforzaban por deslumbrar con prendas lujosas y extravagantes y usar aromas caros, rasgo que llevó a denominar a un grupo como muscadins (de musc y noix de muscade —almizcle y nuez moscada—).

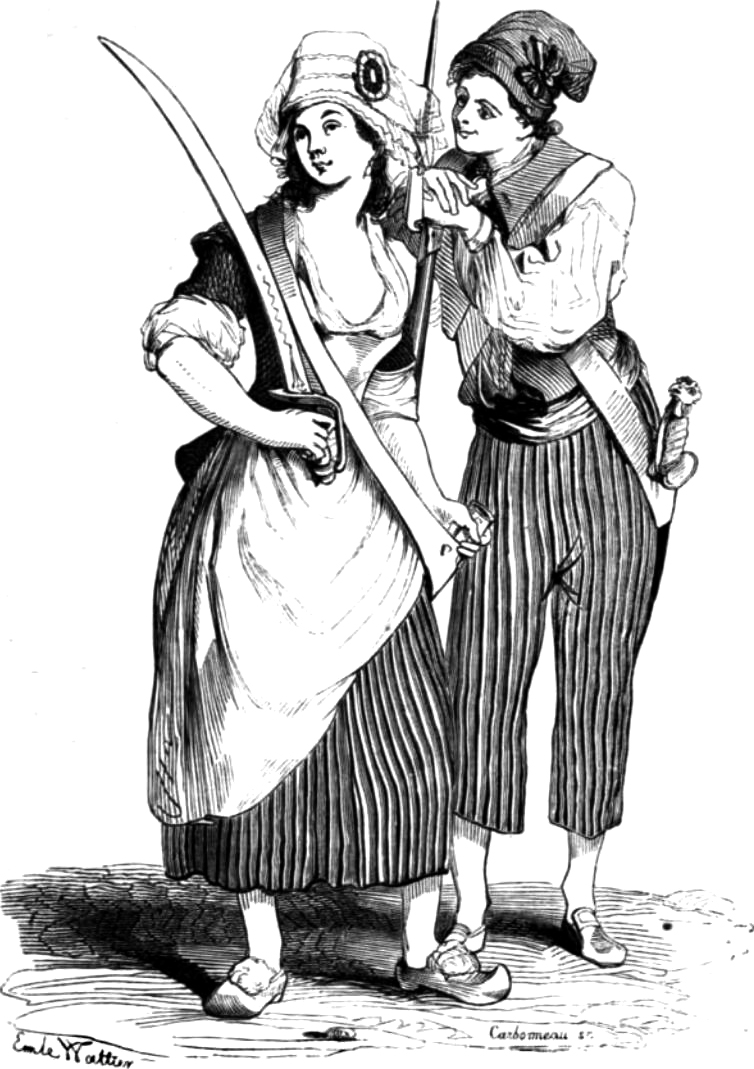
Una pareja sans-culotte (grabado del siglo XIX que hace referencia a los sucesos del 10 de agosto de 1792).
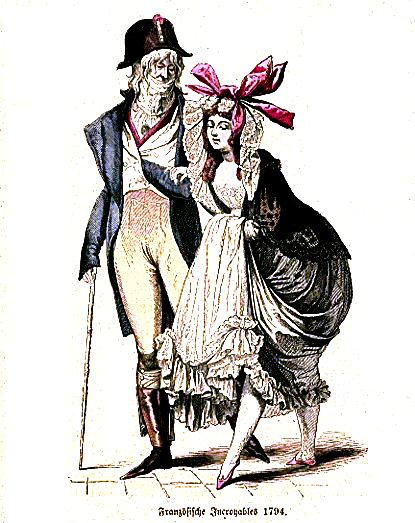
Una pareja incroyable et merveilleuse en 1794.

## Grupos "de izquierda"

### La Montaña
La Montaña se apoyaba en las clases medias (burguesía urbana de comerciantes, industriales y profesiones liberales) y bajas (los llamados sans culottes, la plebe urbana de París), así como, desde una mayor distancia espacial y social, el gran número de campesinos beneficiados por el decreto de supresión del feudalismo. Pretendía llevar a cabo la integridad del programa transformador diseñado intelectualmente por los ilustrados y enciclopedistas de mediados del siglo XVIII, especialmente las ideas políticas de Jean-Jacques Rousseau (El Contrato Social).
Dentro de la izquierda había una gran pluralidad de ideas políticas, y enfrentamientos internos violentísimos, que llevaron a las facciones más radicales a acusar de contrarrevolucionarios a las que veían como excesivamente contemporizadoras o moderadas, y a eliminarlos físicamente.

### Hebertistas, robespierristas y dantonistas
A partir de la caída de los girondinos (jornadas del 31 de mayo y del 2 de junio de 1793) que dio al grupo de Robespierre el control de la situación política, los montagnards se dividieron en tres facciones:
- Hebertistas o exagérés ("exagerados"): Jacques-René Hébert, Jean-Nicolas Pache,[19] Bertrand Barère de Vieuzac, Collot d'Herbois, Andrés María de Guzmán, François Desfieux, Julien de Toulouse.
- Robespierristas,[20] républicains irréprochables o terroristes ("republicanos irreprochables" o "terroristas",[21] denominación debida a la opción consciente por la violencia extrema contra la oposición política: Le Terreur —"El Terror"— y que está en el origen del uso posterior del término "terrorismo"): Maximilien de Robespierre, Louis Antoine de Saint-Just, Augustin Robespierre (hermano de Maximilian y protector de Napoleón en el inicio de la carrera de éste), Jacques-Louis David (el pintor de la Revolución y el Imperio), Georges Couthon,[22] Philippe-François-Joseph Le Bas, Jeanbon Saint-André, Prieur de la Marne.
- Dantonistas, indulgents o moderés ("indulgentes" o "moderados", que no conviene confundir con el movimiento político español de ese nombre): Georges Jacques Danton, Camille Desmoulins, Pierre Philippeaux, Fabre d'Églantine.

### Enragés
Los Enragés (rabiosos) eran un movimiento de revolucionarios radicales que tuvieron por principal cabecilla al sacerdote constitucionalista Jacques Roux. Su nombre fue acuñado por historiadores posteriores y sus coetáneos nunca les llamaban así. Reivincaban la igualdad cívica, política y social, preconizando la tasación de los alimentos, la requisa de los granos y la tasación de los ricos. Entre sus seguidores estaba la Sociedad de las Republicanas Revolucionarias, cercanas a los sans-culottes.
No constituían una organización estructurada, pero se convirtieron en portavoces e ideólogos de las secciones revolucionarias de barrios populares como los Gravilliers (barrio de Arts-et-Métiers) y Batignolles, así como del movimiento de las sans-culottes femeninas. Se podrían situar a la izquierda de los Montagnards. Tanto Robespierre como Danton, Marat y los hébertistas lucharon contra ellos. Sus ideas fueron retomadas y desarrolladas por Gracchus Babeuf.
Estuvieron activos entre febrero y octubre de 1793.

## Grupos "de centro"
La denominación centro político no se usó de forma extendida hasta finales del siglo XIX (el Zentrum católico alemán), pero sí es indicativa de la ubicación política de grupos de origen diverso: bien los revolucionarios que se ven superados por el radicalismo jacobino, o bien los moderados aristocráticos que buscan soluciones de compromiso que impidan la subversión del orden social (lo que posteriormente se denominará estrategia lampedusiana).

### Girondinos
El "centro izquierda" está representado por los girondinos (también llamados brissotins —por Brissot—, rolandistes o rolandines —por Jean-Marie Roland de la Platière— o baguettes —el nombre de la barra de pan—), un grupo de elocuentes diputados de la Gironda (zona suroeste —Burdeos—) y otras zonas periféricas (Jacques Pierre Brissot, Pierre Victurnien Vergniaud, Manon Roland, Jérôme Pétion de Villeneuve, el obispo Claude Fauchet y el inglés Thomas Paine). Su principal teórico fue Nicolas de Condorcet. A pesar de su posición moderada, se vieron forzados a transigir con la adopción de medidas de extraordinaria trascendencia, como la ejecución del rey; y contaban con apoyos ciertamente radicales, como los carabots, excombatientes de una milicia burgesa de Caen (Normandía), que de junio a julio de 1793 (cuando los girondinos ya habían caído) eran considerados girondinos. El 8 de agosto fueron completamente disueltos. La oposición girondinos/jacobinos también identificaba formas radicalmente distintas de concebir el ejercicio del poder político, tanto en términos de predominio de la ley (esencial para los girondinos, contingente para los jacobinos), como en términos de estructura del Estado: la oposición descentralización/centralización, en la que los girondinos optaban por una adhesión voluntaria de los territorios al estado, partiendo de abajo hacia arriba (el principio federaliste —federalista—). Por otro lado, defienden la universalidad de la revolución y su extensión fuera de Francia.

### Monarchiens, feuillants y thermidorianos
El "centro" más equidistante estaba ocupado, hasta octubre de 1789, por las posiciones de Jean Joseph Mounier y los llamados monarchiens ("monarquianos", un término que identificaba a los partidarios de una monarquía similar a la inglesa, con bicameralismo y veto absoluto, que les diferenciaba tanto de los monarchistes —"monarquistas", partidarios del Antiguo Régimen— como de los patriotes —"patriotas", partidarios del veto suspensivo y el unicameralismo—). Tras la emigración de su líder, los monarchiens fundaron el Club des Impartiaux ("club de los imparciales", que se reunía en el convento de los Grands-Augustins —"grandes agustinos"—), el primer club considerado realista, que se disolvió a los pocos meses; siendo continuado en abril de 1790 por un Club monarchique que se reunía en el convento de los Capucins de la rue Saint-Honoré ("capuchinos" de la "calle de San Honorio").
Posteriormente (julio de 1791) se creó, con figuras de más presencia en la escena política, el Club des Feuillants (que se reunía en el convento de los feuillants): Antoine Barnave, Mirabeau, el Marqués de La Fayette (que había dirigido las tropas francesas que apoyaron la Independencia de los Estados Unidos), Emmanuel-Joseph Sieyès, Jean Sylvain Bailly o Joseph Guillotin (el médico inventor de la guillotina). Estaban entre los asiduos del Palais Royal, la residencia de Luis Felipe de Orleans, el miembro de la familia real más proclive a la Revolución, que gustaba de llamarse Philippe Égalité ("Felipe Igualdad"). Se consideraban cercanos a las ideas políticas de Voltaire.
Tras la caída de los jacobinos (1794), llegó la hora de los thermidoriens o reaccionarios, que recondujeron los radicalismos revolucionarios buscando incluso la reconciliación con vandeanos y clérigos refractarios. Sus dirigentes provenían de la convergencia de multitud de grupos: moderados de la Plaine ("la Llanura") como Sieyès, Boissy d'Anglas y Cambacérès, antiguos realistas como Pichegru y Barbé-Marbois, e incluso antiguos terroristas, como Tallien, Barras y Fréron; así como Ducos, La Revellière, Reubell, Letourneau y Carnot. Por el contrario, otros que habían contribuido a la caída de Robespierre, como Billaud-Varenne, Collot d'Herbois o Fouché, quedaron relegados por su posición demócrata (aunque este último volvió a tener protagonismo bajo el imperio e incluso con la restauración de la monarquía). En una escena social en la que las clases altas ya no temían exhibir su riqueza (incluso se suprime el apelativo igualitario citoyen —ciudadano— por el tradicional monsieur —señor—), volvieron a brillar las damas merveilleuses ("maravillosas"), como Teresa Cabarrús (Notre-Dame de Thermidor, hija del financiero hispano-francés Francisco Cabarrús), por entonces casada con Tallien. El protagonismo de los militares era cada vez más creciente, especialmente el del joven Napoleón Bonaparte.

### Realistas constitucionales
El "centro derecha" era el de los partidarios de una monarquía constitucional en la que el rey mantuviera un poder sustancial: los royalistes constitutionnels sostenidos por la Agence royaliste de Paris (también conocida como Comité de Paris, La Manufacture y Les Amis de Paris —"realistas constitucionales", "agencia realista de París", "comité de París" "la manufactura" y "los amigos de París"—) creada en 1791 por el Duque de Fernán Núñez, embajador español, como un servicio de inteligencia al que pertenecían personalidades francesas. En esta postura se encontrarían algún miembro de la familia real, como el futuro Luis XVIII (por entonces llamado Louis de Provence), y personajes como Armand Tuffin de La Rouërie, el organizador de la conjuración bretona de junio de 1791. Pueden considerarse cercanos a postura intelectual del inglés Edmund Burke, que había visto con simpatía la revolución americana y criticado duramente la francesa.

## Grupos «de derecha» contrarrevolucionaria
Identificados sin ningún género de dudas con el Antiguo Régimen y la contrarrevolución estaban los royalistes absolus, ultra-royalistes o ultras-royalistes («realistas absolutos», «ultrarrealistas» o «ultras-realistas» —véase realistas, absolutistas, ultramonárquicos, ultras, ultramontanos, ultraderechistas, e historia de la extrema derecha en Francia—); que formaron en el exilio el Comité de Turin («Comité de Turín»). La mayor parte de la aristocracia y del alto clero (el llamado clero refractario por negarse a aceptar las condiciones impuestas por las autoridades revolucionarias en la Constitución civil del clero —12 de julio de 1790—) optó por la emigración (émigrés), cuando no había sido encarcelado o ejecutado. Desde el exilio procuraba el apoyo de las monarquías absolutas del resto de Europa para una intervención militar que acabara con la revolución (Primera Coalición). Personalidades de estos grupos eran el futuro Carlos X de Francia (por entonces llamado Charles d'Artois o Conde de Artois) y Luis de Borbón-Condé, que dirigió un armée des émigrés («ejército de los emigrados»), una de cuyas unidades recibió el nombre de Légion noire de Mirabeau («Legión negra de Mirabeau», por André, vizconde de Mirabeau y hermano de Victor, el Mirabeau jacobino). Sus ideólogos eran Louis de Bonald y Joseph de Maistre, dentro del pensamiento romántico reaccionario.
La Guerra de la Vendée y la Guerra de los Chuanes (chouannerie —por el mote de los hermanos Chouan—) demostraron que el apoyo al Antiguo Régimen no se restringía a los privilegiados, sino que se extendía por las clases populares hasta el punto de ser mayoritario entre los campesinos de ciertas zonas (se suele utilizar el término Guerres de l'Ouest —«guerras del oeste»—), que, al contrario que los de otras, que mayoritariamente sí se vieron beneficiados por las medidas revolucionarias, sólo se vieron afectados por la abolición de los privilegios locales y las perentorias exigencias del reclutamiento obligatorio (levée en masse). La eficaz predicación de los clérigos contrarrevolucionarios llevaron a muchos de ellos a oponerse frontalmente a lo que percibían como una República centralista, atea y regicida.

## Grupos femeninos
El papel de la mujer en la Revolución francesa fue notable, aunque no participara en el sistema político institucional. La participación de las mujeres de clase baja en las movilizaciones populares (mayoritaria en algunos episodios, como la marcha a Versalles, la captura del rey en Varennes o las jornadas de prairial del año III —mayo de 1795—) y las actividades radicales de clubes femeninos e individualidades femeninas llegaron a suscitar un movimiento de rechazo por parte de la Convención, que decretó la clausura de esa clase de clubes, porque su crispada agitación estaba acarreando muy funestas consecuencias para la joven república, e incluso prohibió el acceso de mujeres como espectadores de las sesiones parlamentarias. En cuanto a su actividad callejera, teniendo en cuenta que las mujeres abusan de la consideración que se les tiene por la debilidad de su sexo, en adelante las que sean encontradas presentes en cualquier motín deberán ser dispersadas sin contemplación por la fuerza de las armas y se dictará contra ellas orden de arresto. La prohibición de los clubes femeninos (de 30 de octubre de 1793 —Jean-Pierre Amar—) fue desafiada con una manifestación de mujeres tocadas con gorro rojo (el gorro frigio que simbolizaba la Revolución) ante el Conseil général de la Commune (17 de noviembre). Para tranquilizar la situación y honrar de alguna manera a las ciudadanas patriotas, por un decreto de 26 de diciembre de 1793 se les reservararon lugares marcados en las ceremonias cívicas, incluidas las ejecuciones en la guillotina, que las mujeres aprovecharon de una forma peculiar: haciendo punto, por lo que fueron denominadas peyorativamente Les Tricoteuses ("las tricotosas"), ganándose reputación de sanguinarias (desde 1789 se utilizaba el término "furias" para referirse a las violentas mujeres del entorno sans-culotte).

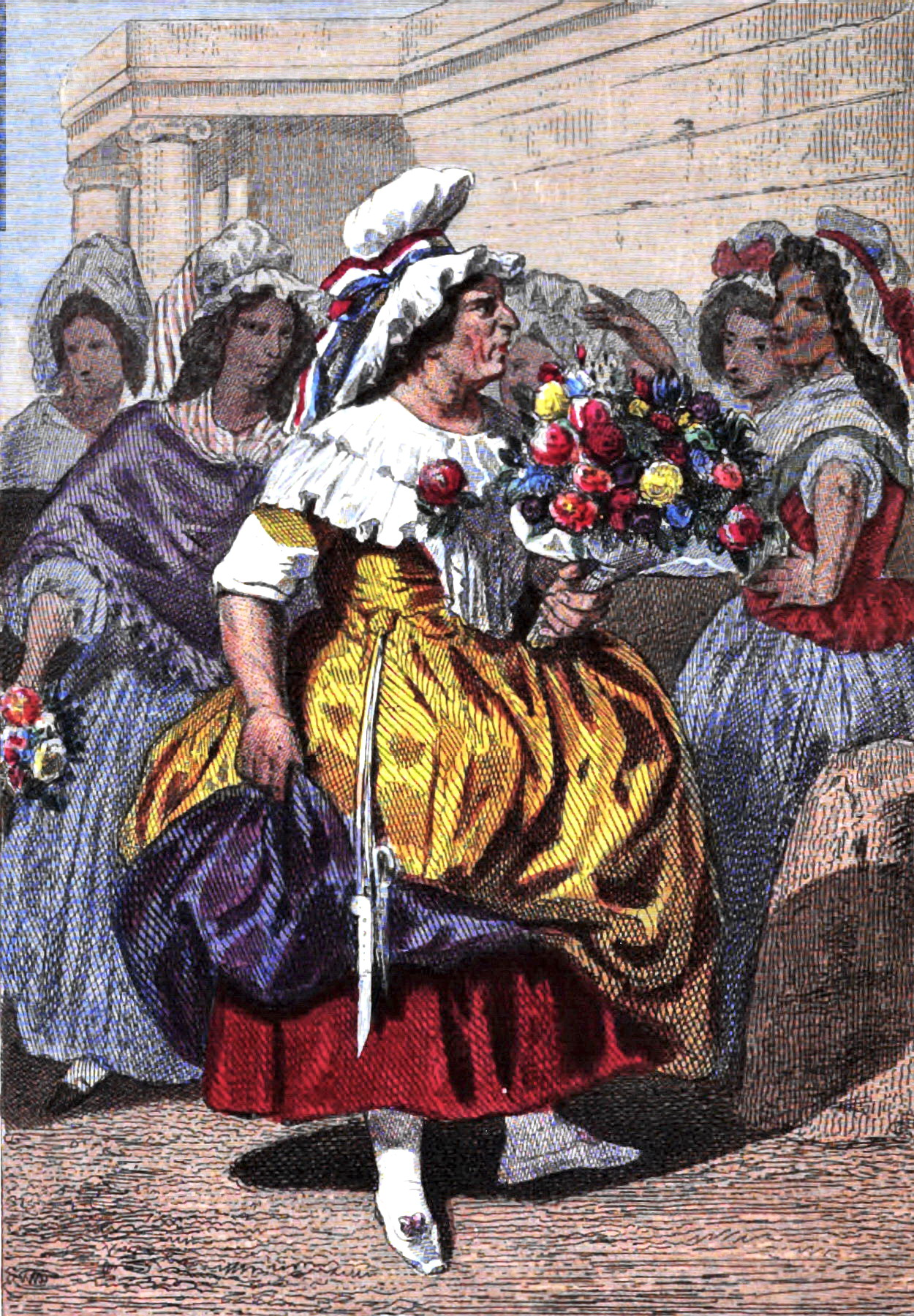
Femmes de la halle ("Mujeres del mercado"), ilustración de 1843.
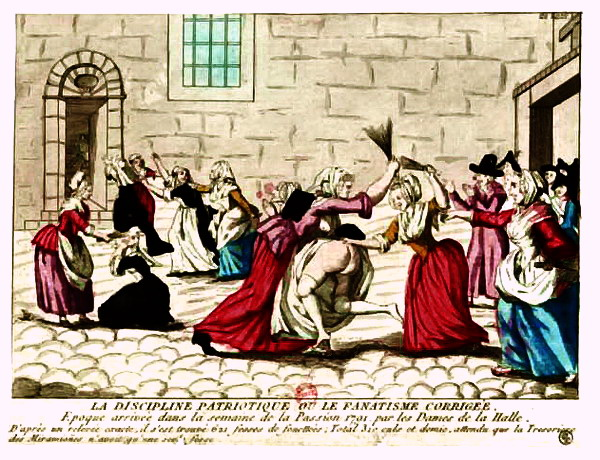
Les Fouetteuses ("Las de los látigos"), escena de la Semana de Pasión de 1791.
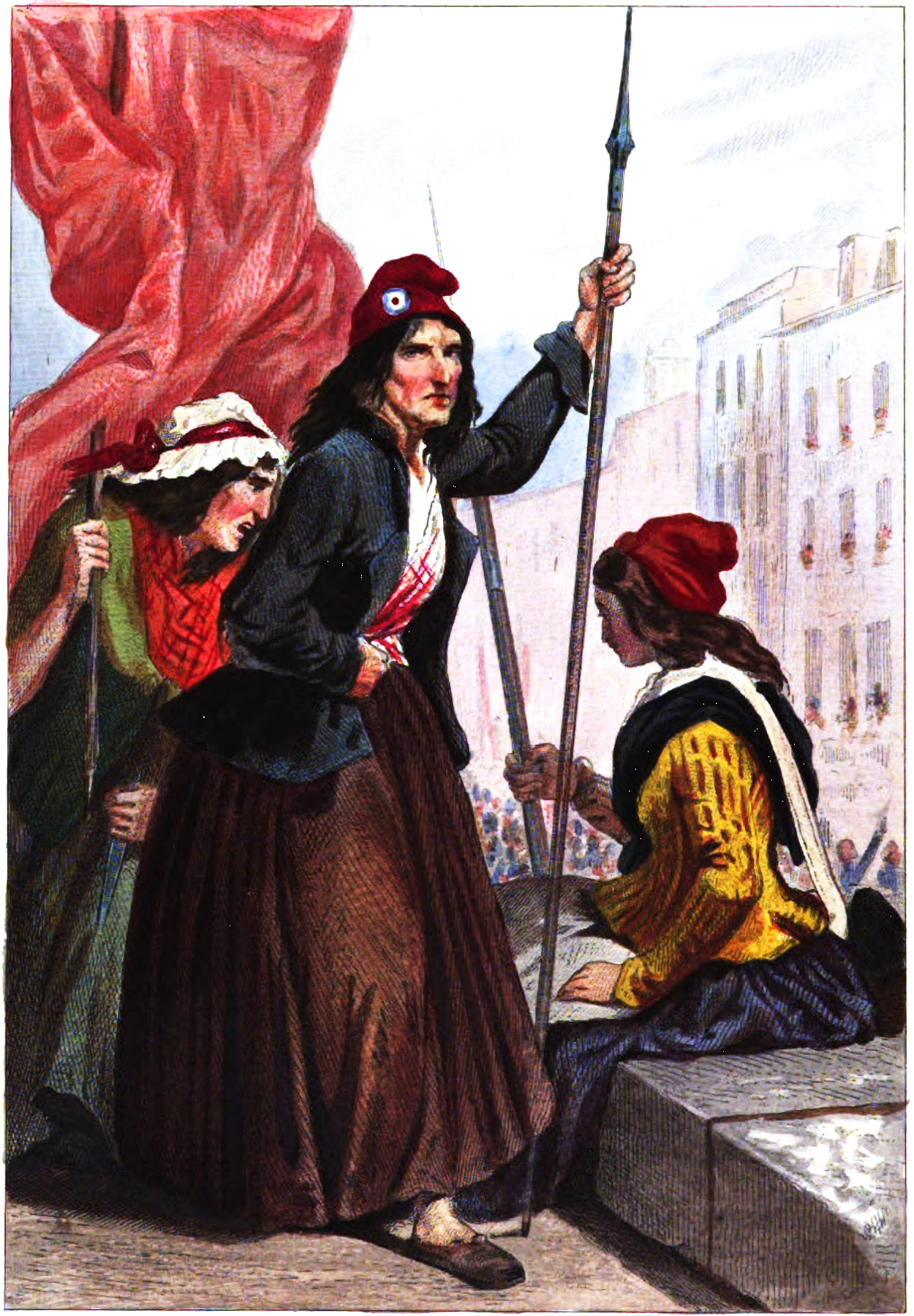
Les furies de la guillotine ("Furias de guillotina"), ilustración de 1843.

- Société des Républicaines Révolutionaires (Sociedad de las Republicanas Revolucionarias), creada en 1793 por mujeres del entorno sans-culotte: Pauline Léon y Claire Lacombe, identificadas con los enragés.
- Société Fraternelle de l’Un et l’Autre Sexe (Sociedad Fraternal del Uno y el Otro Sexo), fundada en febrero de 1790 por Claude Dansard, Jean-Lambert Tallien, Merlin de Thionville, Jacques Hébert, Etta Palm d’Aelders (que anteriormente había sido espía), Louise de Kéralio (primera mujer en el cargo de redactor jefe de un periódico —L'Ètat et le Citoyen—) y Théroigne de Méricourt. Desde 1791 las mujeres de este club se negaban a casarse con los que tuvieran reputación de aristócratas. Se consideraba un club ligado a los jacobinos.[22]
- Club des Amazones nationales (Club de las Amazonas nacionales).
- Club des Dames patriotiques (Club de las Damas patrióticas).
- Club des Dames citoyennes (Club de las Damas ciudadanas).
- Club des Dames de la Fraternité (Club de las Damas de la fraternidad).
- Club des Amies de la Loi (Club de las Amigas de la Ley), fundado en 1790 por Théroigne de Méricourt.
- Société Patriotique de la Décence et des Amies de la Vérité (Sociedad Patriótica de la Decencia y de las Amigas de la Verdad), fundada por Etta Palm.
- Société des Amies de la Consolation (Sociedad de las Amigas del Consuelo), con sedes en Burdeos y en Dijon.
- Dames de la Halle (Damas del Mercado), que se opuso a la propuesta de otro grupo femenino de utilizar de forma obligatoria el gorro frigio.
- Société des Femmes qui se prétendent révolutioranaires (Sociedad de las Mujeres que se pretenden revolucionarias) es el nombre que se dio a un club, adscrito a los jacobinos, que fue investigado en septiembre de 1793.[37] La anteriormente citada Société Fraternelle también tenía la reputación de club jacobino.

## Nomenclatura por fases de Montgaillard
Las denominaciones de los grupos evolucionaron con gran rapidez en un periodo de pocos años, en la mayor parte de los casos como consecuencia de la forma en que cada uno de ellos era identificado y nombrado por algún orador o periódico perteneciente a un grupo rival, con lo que la mayor parte de los nombres eran, al menos en origen, peyorativos.
El abate Montgaillard recogió en 1825 una Nomenclature désignations employées par les partis les uns contre les autres ("Nomenclatura de las designaciones empleadas por los partidos los unos contra los otros"):
- 1789, 1790 y 1791: Aristocrates, Monarchiens, Constitutionnels, Démocrates, Hommes du 14 juillet, Membres du côté gauche-du côté droit, Feuillants, Fayettistes, Orléanistes, Cordeliers, Jacobins. Su traducción literal, y en su caso interpretación, serían: "aristócratas, monárquicos, constitucionales, demócratas, hombres del 14 de julio —la fecha de la toma de la Bastilla—, miembros del ala izquierda-del ala derecha, feuillants, fayettistas —por La Fayette—, orleanistas —por Luis Felipe de Orleans—, cordeleros, jacobinos".
- 1792 y 1793: Ministériels, Partisans de la liste civile, Chevaliers du poignard, Hommes du 10 août, Septembriseurs, Girondins-Brissotins-Federalistes, Hommes d'Etat, Hommes du 31 mai, Modérés, Suspects, Membres de la plaine, Crapauds du marais, Montagnards. En otra ocasión se añade: Sans-culottes, Sans-culottes purs. "Ministeriales, partidarios de la lista civil —por la lista civil creada en 1790, a imitación de la británica, para controlar las finanzas del rey—,[39] caballeros del puñal —por las armas con que pretendían defender a Luis XVI de un atentado, el 28 de febrero de 1791—,[40] hombres del 10 de agosto —por la insurrección del 10 de agosto de 1792, el asalto a las Tullerías o segunda revolución—,[41] septembristas —por las masacres de septiembre de 1792—, girondinos-brisotistas-federalistas, hombres de Estado, hombres del 31 de mayo —en ese día de 1793 se produjo la caída de los girondinos y el triunfo de "la Montaña"— moderados, sospechosos —por la Loi des suspects o Ley de sospechosos votada el 17 de septiembre de 1793—,[42] miembros de la llanura, sapos de la ciénaga, montañeses"; los añadidos: "sin calzones" y "sin calzones puros".
- 1794: Alarmistes, Apitoyeurs, Avilisseurs, Endormeurs, Émissaires de Pitt et Cobourg, Muscadins, Hébertistes, Sans-culottes, Contre-revolutionaires, Habitants de la crête, Terroristes, Maratistes, Égorgeurs, Buveurs de sang, Thermidoriens, Patriotes de 1789, Compagnons de Jésus, Chouans. En una edición posterior sustituye Sans-culottes por Sans-culottes du peuple souverain y añade Vrais carmagnoles. "Alarmistas, los que se apiadan —también llamados pietiers, por los que tenían compasión de emigrados y clérigos perseguidos—,[43] envilecedores,[44] adormilados,[45] emisarios de Pitt y Cobourg —por William Pitt (el joven), primer ministro británico, y Frédéric Josias de Saxe-Cobourg-Saalfeld, príncipe y general austriaco—,[46] moscadinos —por un episodio del asedio de Lyon de 1793, además de referirse a los caros aromas del almizcle y la nuez moscada, musc y noix muscade—,[47] hebertistas, sin calzones, contrarrevolucionarios, habitantes de las crestas montañosas o cresteños —también se usaba el nombre crêtois—,[48] terroristas —por el Terror—, maratistas —por Marat—, degolladores, bebedores de sangre, thermidorianos —por la reacción thermidoriana—, patriotas de 1789, compañeros de Jesús —por la Compañía de Jesús—, chuanes —por el mote familiar de Jean Chouan, con el probable significado de silenciosos o lechuzas—"; los añadidos: "sin calzones del pueblo soberano" y "verdaderos carmañolas" —por la chaqueta que identificaba a los sans-culottes—).

La nomenclatura de partidos puede hacerse de forma más simplificada para algún momento concreto, como ésta referida al 20 de abril de 1792, momento de la declaración de guerra a Austria:

Le 20 avril, nous déclarons la guerre à l’Autriche.
Alors quatre partis principaux existent en France:
Les royalistes absolus,
Les royalistes constitutionnels,
Les républicains,
Les anarchistes.
Les royalistes absolus n’ont point de chefs patents en France; leurs chefs sont Monsieur, le comte d’Artois, le prince de Condé, le duc Charles de Lorraine.
Les chefs du parti constitutionnel sont La Fayette, Bailly, Barnave, Lameth, Duport.
Les chefs du parti républicain sont Brissot, Vergniaud, Guadet, Pétion, Roland, Isnard, Ducos, Condorcet, Couthon.
Les chefs des anarchistes sont Marat, Danton, Camille Desmoulins, Hébert, Legendre, Santerre, Fabre d’Églantine, Collotd’Herbois.
Robespierre est rentré dans l’ombre; il attend.
El 20 de abril, declaramos la guerra a Austria.

En este momento cuatro partidos principales existen en Francia:
Los realistas absolutos,
Los realistas constitucionales,
Los republicanos,
Los anarquistas.
Los realistas absolutos no tienen jefes patentes en Francia; sus jefes son ...
Los jefes del partido constitucional son ...
Los jefes de los anarquistas son...
Robespierre ha entrado en la sombra; espera.
Alexandre Dumas (1852)